# Stary cmentarz ewangelicki w Warszawie
Stary cmentarz ewangelicki w Warszawie – istniejący od XVII w. do końca XVIII w. cmentarz innowierców. Pierwsza wzmianka o cmentarzu pochodzi z lat 1624–1625, kiedy to Warszawę nawiedziła ogromna epidemia, a teren za Arsenałem stał się cmentarzem epidemicznym.

## Opis
Cmentarz znajdował się między dawną ul. Leszno (obecnie al. „Solidarności”), Mylną (obecnie nie istnieje, równoległa do Leszna i prostopadła do ul. Karmelickiej) a Karmelicką, poza linią okopów i poza jurydyką Leszno.
Na początku lat 80. XVIII w. luteranie wyrugowali kalwinów z zarządu cmentarzem, co stało się przyczyną długiego sporu, trwającego nawet po zamknięciu nekropolii. Swary o podział i prawo użytkowania gruntu pocmentarnego trwały praktycznie aż do 1807 r. i otarły się nawet o króla pruskiego. Wreszcie 10 sierpnia 1807 r. Trybunał Rewizyjny w Berlinie przydzielił luteranom 2/3, a kalwinom 1/3 terenu.
W XIX wieku szczątki pochowanych tam osób przeniesiono na cmentarz ewangelicko-augsburski i ewangelicko-reformowany przy ul. Młynarskiej.
Do 1955 r. zachował się nagrobek z 1771 r. Jerzego Henryka Bützau, hajduka Stanisława Augusta Poniatowskiego, który został zabity podczas porwania króla przez konfederatów barskich.
Pozostałościami cmentarza jest budynek Warszawskiej Opery Kameralnej. Do dzisiejszych czasów nie zachował się budynek Szpitala Ewangelickiego.

## Galeria

Fotografie autorstwa Adama Münchheimera nieistniejących już grobów („Biesiada Literacka” 1899 nr 43)
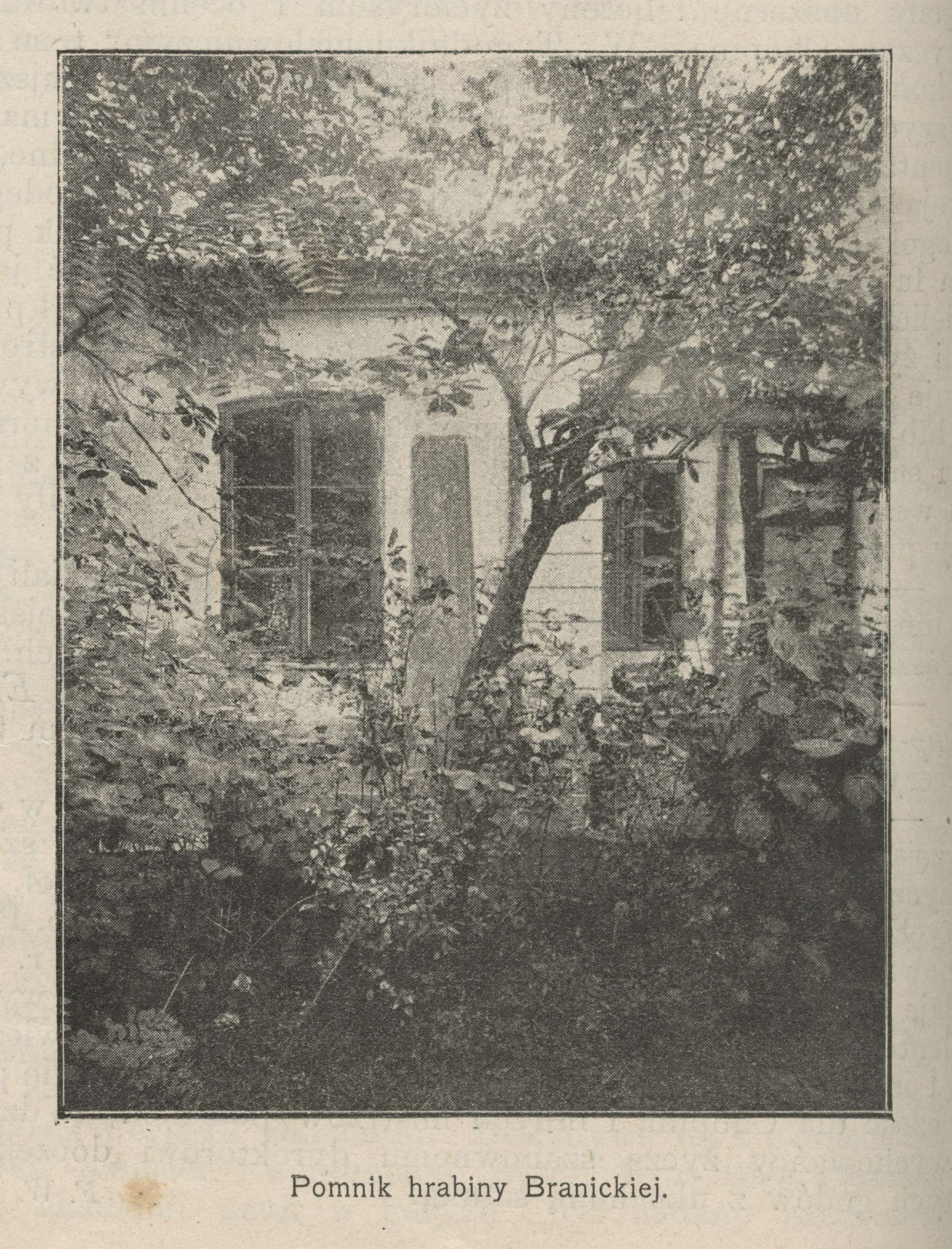
Pomnik hrabiny Branickiej
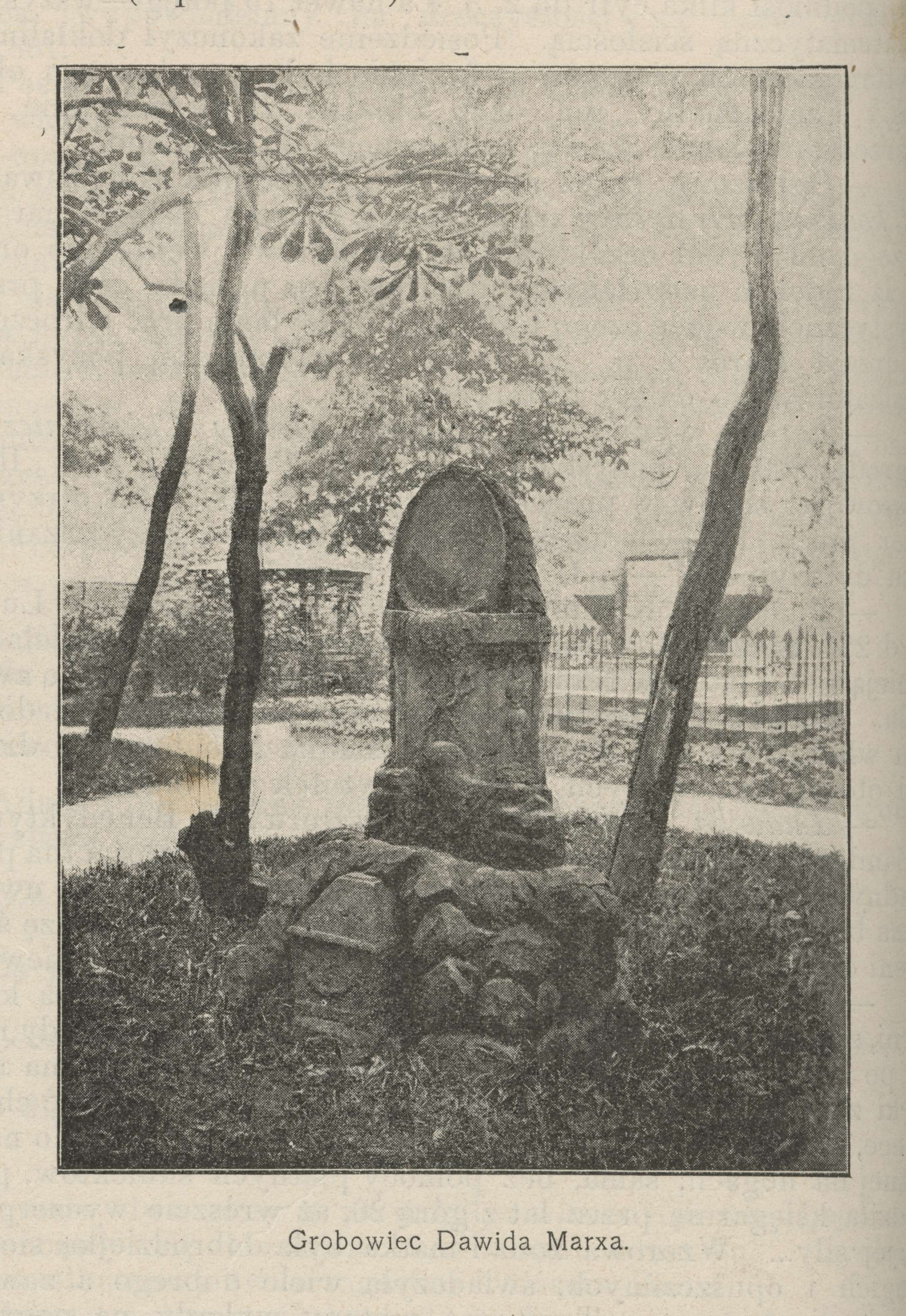
Grobowiec Dawida Marxa
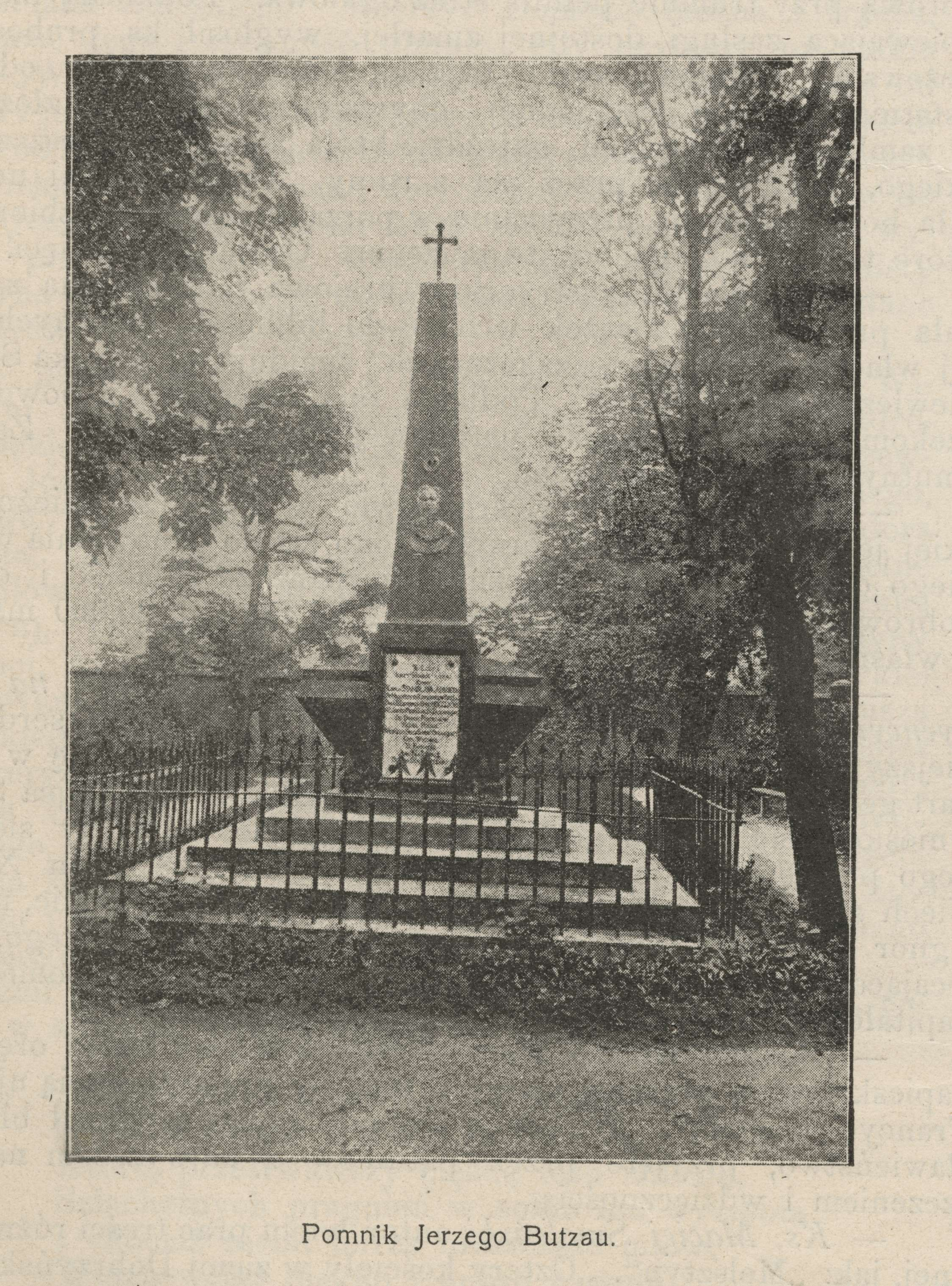
Pomnik Jerzego Butzau